# Dypna triangularis
Dypna triangularis är en fjärilsart som beskrevs av Sergius G. Kiriakoff 1962. Dypna triangularis ingår i släktet Dypna och familjen tandspinnare. Inga underarter finns listade i Catalogue of Life.